# Christophe Julien
Pour les articles homonymes, voir Julien.
 (août 2019).
Si vous disposez d'ouvrages ou d'articles de référence ou si vous connaissez des sites web de qualité traitant du thème abordé ici, merci de compléter l'article en donnant les références utiles à sa vérifiabilité et en les liant à la section « Notes et références ».
Christophe Julien est un compositeur français de musique de film, né le 14 novembre 1972 à Dijon (Côte-d'Or).

## Biographie
Christophe Julien suit des études au Conservatoire national supérieur de musique de Paris auprès du guitariste Alexandre Lagoya et est primé dans les classes d'Harmonie, contrepoint, musique XXe siècle et musique de chambre. Tout en complétant sa formation avec les classes de musique indienne, il parfait son cursus en musicologie à la Sorbonne.
Ses premières créations musicales sont pour le cinéma : courts métrages, documentaires et publicités. Petit à petit, les réalisateurs font appel à lui pour la création des bandes originales de leurs films.
Le premier succès commercial intervient avec Vilaine de Jean-Patrick Benes et Allan Mauduit, qui dépasse le million d'entrées en France. s'enchaînent plusieurs comédies et films de genre, dont 600 kilos d'or pur, mais aussi des films plus dramatiques et émouvants comme La Brindille. Il devient notamment un collaborateur régulier d'Éric Besnard.
Christophe Julien collabore également aux États-Unis avec la réalisatrice Irena Salina (en) pour son documentaire Flow: For Love of Water (es), film très remarqué au festival de Sundance.
En 2009, la rencontre avec Albert Dupontel est un tournant dans le parcours artistique de Christophe Julien. Une collaboration régulière s'installe puisqu'il compose la musique de trois films de l'acteur-réalisateur : Le Vilain, 9 mois ferme, et Au revoir là-haut, ce dernier connaissant un succès commercial avec plus de deux millions d'entrées permettant au compositeur d'être nommé aux César 2018 pour cette partition. Il poursuit son duo avec Dupontel dans Adieu les cons (2020) et Second Tour (2023).

## Filmographie (sélection)

### Cinéma
- 2007 : Si c'était lui... d'Anne-Marie Étienne
- 2007 : J'veux pas que tu t'en ailles de Bernard Jeanjean
- 2007 : Flow: For Love of Water (es) (documentaire) d'Irena Salina (en)
- 2007 : Fragments de Dominique Talmon
- 2007 : Manon sur le bitume de Elizabeth Marre et Olivier Pont
- 2008 : Vilaine de Jean-Patrick Benes et Allan Mauduit
- 2009 : Téhéran de Nader T. Homayoun
- 2009 : Victor de Thomas Gilou
- 2009 : Le Vilain d'Albert Dupontel
- 2010 : 600 kilos d'or pur d'Éric Besnard
- 2011 : La Brindille d'Emmanuelle Millet
- 2011 : Une folle envie de Bernard Jeanjean
- 2012 : Mes héros d'Éric Besnard
- 2013 : 9 mois ferme d'Albert Dupontel
- 2013 : Demi-sœur de Josiane Balasko
- 2015 : L'Étourdissement de Gérard Pautonnier
- 2015 : Le Goût des merveilles d'Éric Besnard
- 2015 : Nos femmes de Richard Berry
- 2017 : Au revoir là-haut d'Albert Dupontel
- 2017 : Grand Froid de Gérard Pautonnier
- 2018 : Le Jeu de Fred Cavayé
- 2019 : L'Esprit de famille d'Éric Besnard
- 2019 : Relai de Suzanne Clément
- 2020 : Adieu les cons d'Albert Dupontel
- 2021 : Le Sens de la famille de Jean-Patrick Benes
- 2021 : Délicieux d'Éric Besnard
- 2022 : Canailles de Christophe Offenstein
- 2022 : Adieu monsieur Haffmann de Fred Cavayé
- 2023 : Les Choses simples d'Éric Besnard
- 2023 : Ma langue au chat de Cécile Telerman
- 2023 : Second Tour d'Albert Dupontel
- 2024 : Les Chèvres ! de Fred Cavayé
- 2024 : Louise Violet d'Éric Besnard

### Télévision
- 2012 : Kaboul Kitchen (série télévisée, saison 1)
- 2013 : Kaboul Kitchen (série télévisée, saison 2)
- 2015 : Les Pieds dans le tapis (téléfilm) de Nader Takmil Homayoun
- 2017 : Kaboul Kitchen (série télévisée, saison 3 / reprise des musiques des précédentes saisons)
- 2018 : Noces rouges (série télévisée, 6 épisodes) de Marwen Abdallah
- 2019 : Noces d'or (série télévisée) de Nader Takmil Homayoun

## Distinctions

### Récompenses
- Fondation de la vocation 1997
- Festival de Luchon 2016 : Prix de la meilleure musique originale pour Les Pieds dans le tapis
- Lauriers de la radio et de la télévision 2016 : Prix de la meilleure musique originale pour Les Pieds dans le tapis
- Prix de l'UCMF 2018 : Prix de la meilleure musique originale pour Au revoir là-haut

### Nominations et sélections
- Jerry Goldsmith Awards 2018 : meilleure musique originale pour Au revoir là-haut
- César 2018 : César de la meilleure musique originale pour Au revoir là-haut
- Festival de Cannes 2019 : sélection Talents Adami avec le film Relai
- 46e cérémonie des Césars : nomination pour le César de la meilleure musique originale pour Adieu les cons[2]